# Tismana
Tismana város Gorj megyében, Olténiában, Romániában.

## Fekvése
A Tismana folyó mentén helyezkedik el, 30 km-re a megyeszékhelytől Târgu-Jiutól.

## Története
Tismana ma város, rangját 1974-ben kapta meg. Tismanától nyugatra, festői környezetben található a tismanai kolostor, melyet egyik oldalról magas sziklafal, a másik oldalon pedig a Gurnia patak védi. A patak a kolostor területének egyik barlangjában ered, majd vize 40 méteres vizeséssel zuhan a Tismana folyóba.

## A Tismana-kolostor
A kolostor alapításáról több legenda is fennmaradt. A legelterjedtebb szerint Nicodim szlovéniai származású Havasalföldön letelepedett szerzetes építette a 14. század második felében, aki számos más kolostort is alapított, és ezt a kolostort egyetlen tiszafa anyagából építette fel, és előbb a folyó, majd a kolostor és végül a falu is Tismana nevet kapott.
Sokkal valószínűbb azonban az a feltevés, hogy már az első kolostort is kőből építették valamikor a 14. század második felében Vlaicu Vodă, vagy I. Radu fejedelem (1377-1384) idejében.
Helyén a 14. századtól templom állt, az elsőt 1378. augusztus 15-én szentelték fel. A kolostort Szent Nikodémosz tiszteletére építették.
Egy 1387-ben kelt oklevél már említette, mely szerint Öreg Mircea fejedelem ekkor jogaiban és jószágaiban megerősítette a kolostort és felszerelési tárgyakat adományozott neki.
A 15. században - ismeretlen okból - lerombolták. Radu cel Mare fejedelem  (1495-1508) kezdett hozzá újjáépítéséhez, de csak Radu Paisie fejedelmek idejében 1541 körül fejezték be az újjáépítést.
A kolostorban rejtőzött el  Mihnea cel Rău elől Neagoe Basarab fejedelemmé választása előtt. Később pedig miután fejedelem lett, az egész kolostor tetőzetét ólommal vonatta be. 
Tismana akkoriban várszerű építmény volt, melyről egy 1643-ban kelt oklevél is tanúskodik. Matei Basarab fejedelem várfalakkal vetette körül és ágyúkkal szerelte fel, és itt rejtőzött el az őt üldöző Leon Vodă elől is.
1698-ban Cornea Brăiloiu craiovai bán építtette meg a kolostor szerzetesi lakásait.
1716-ban az osztrák-török háborúk idején a Temesvárról visszatérő törökök fosztották ki. Később pedig Olténiával együtt osztrák uralom alá került. Ebből az időből maradt fenn róla egy rajz is. Johann Weiss császári hadmérnök rajzolta le, mikor Olténiában stratégiai pontokat jelölt ki.
A 18. század elején felújították a kolostor megkopott festményeit. Templomának belső freskóit 1564-ben Dorbromir mester készítette. Ő végezte a Curtea de Arges-i püspöki templom festését is.
Az 1787-1792 közötti újabb osztrák-török háborúban a megszálló törökök az épületet megrongálták, leszedték a tető ólomborítását is. 1798-ban a visszatért szerzetesek kezdtek hozzá helyreállításához.
1844-ben Gheorghe Bibescu fejedelem a Tismana-kolostor restaurálására külföldi építészeket hívott az országba, hogy a kolostornak visszaadja a régi okiratok alapján megállapított külsőt, de Schlatter építész az épületen több átalakítást is végzett, például több részt lebontottak és az akkor divatos neogót díszítéseket tettek az épület homlokzatára, s az épülethez nem nagyon illő bejáratot készített, de nem kímélték a templom régi festményeit sem, sokat átfestettek, de ezeket később sikerült eltávolítani, s a régi freskókat restaurálni.
A templom régi freskói nagyon szépek. A bejárati ajtó fölött a félkör alakú orommezőben Dobomir "Jézus álma" című freskóját láthatjuk.  Az előcsarnokban Chiriachi és Varvara szentek képei, a fogadalmi kép, Mária látogatása, a Próféta és más vallásos jeleneteket ábrázoló freskók díszítik a falakat. A templomajtóból először a kupolát uraló Krisztus király , rögtön utána pedig Krisztus kinszenvedéseit ábrázoló freskó látható.

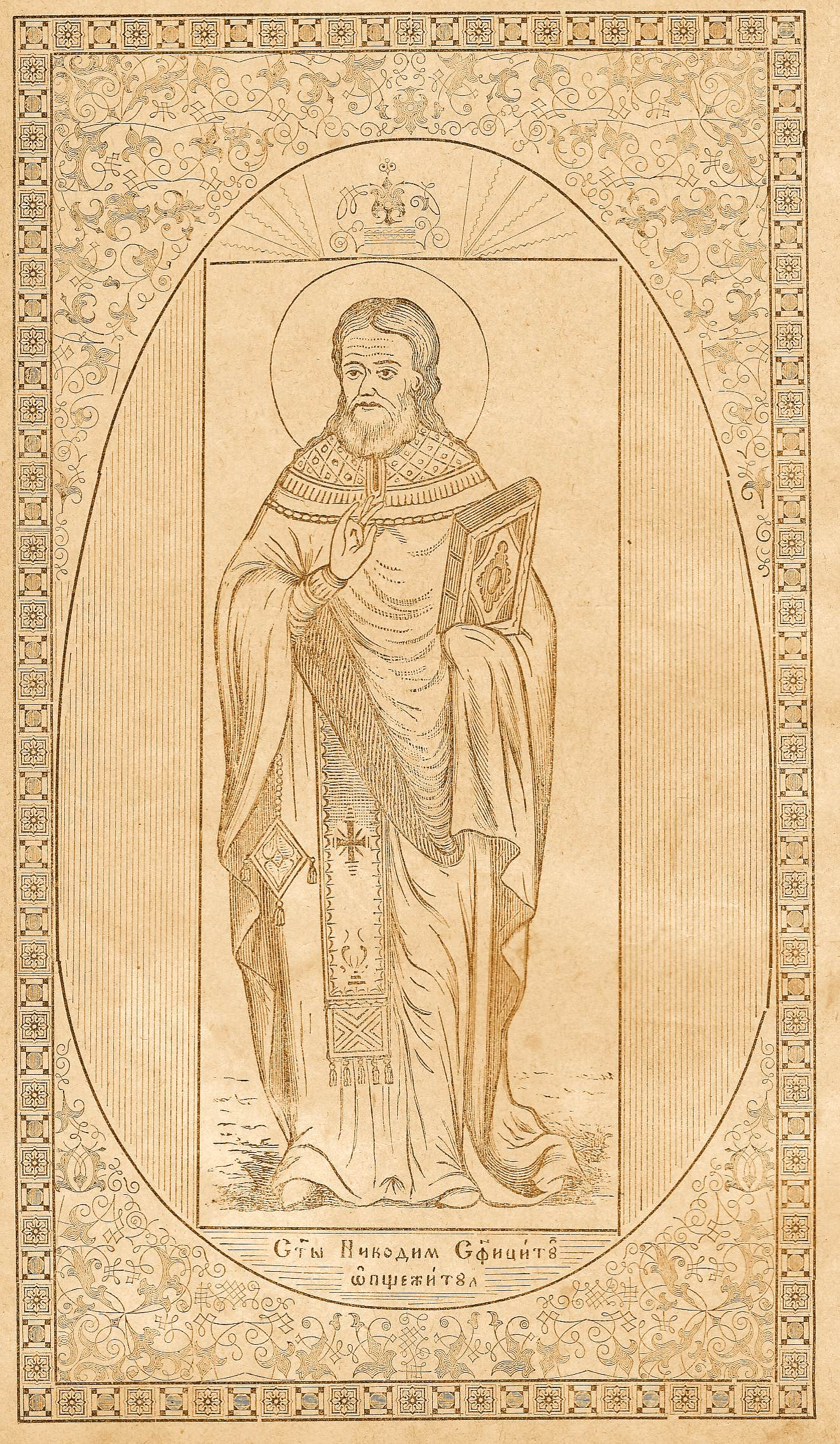
Szent Nikodémosz

A kolostor múzeumában csak néhány kegytárgyat őriznek. A  kolostor kincsei közül kevés maradt meg, melynek jelentős része a bukaresti Művészeti Múzeumban van.

## Gazdaság
A település területén két vízierőmű található, a Tismana folyón.

## Külső hivatkozások
- A város környékének a turistatérképe
- A polgármesteri hivatal honlapja
- A város honlapja